# Macrozamia macdonnellii
Macrozamia macdonnellii (F.Muell. ex Miq.) A.DC., 1868 è una pianta appartenente alla famiglia delle Zamiaceae, endemica dell'Australia.

## Descrizione

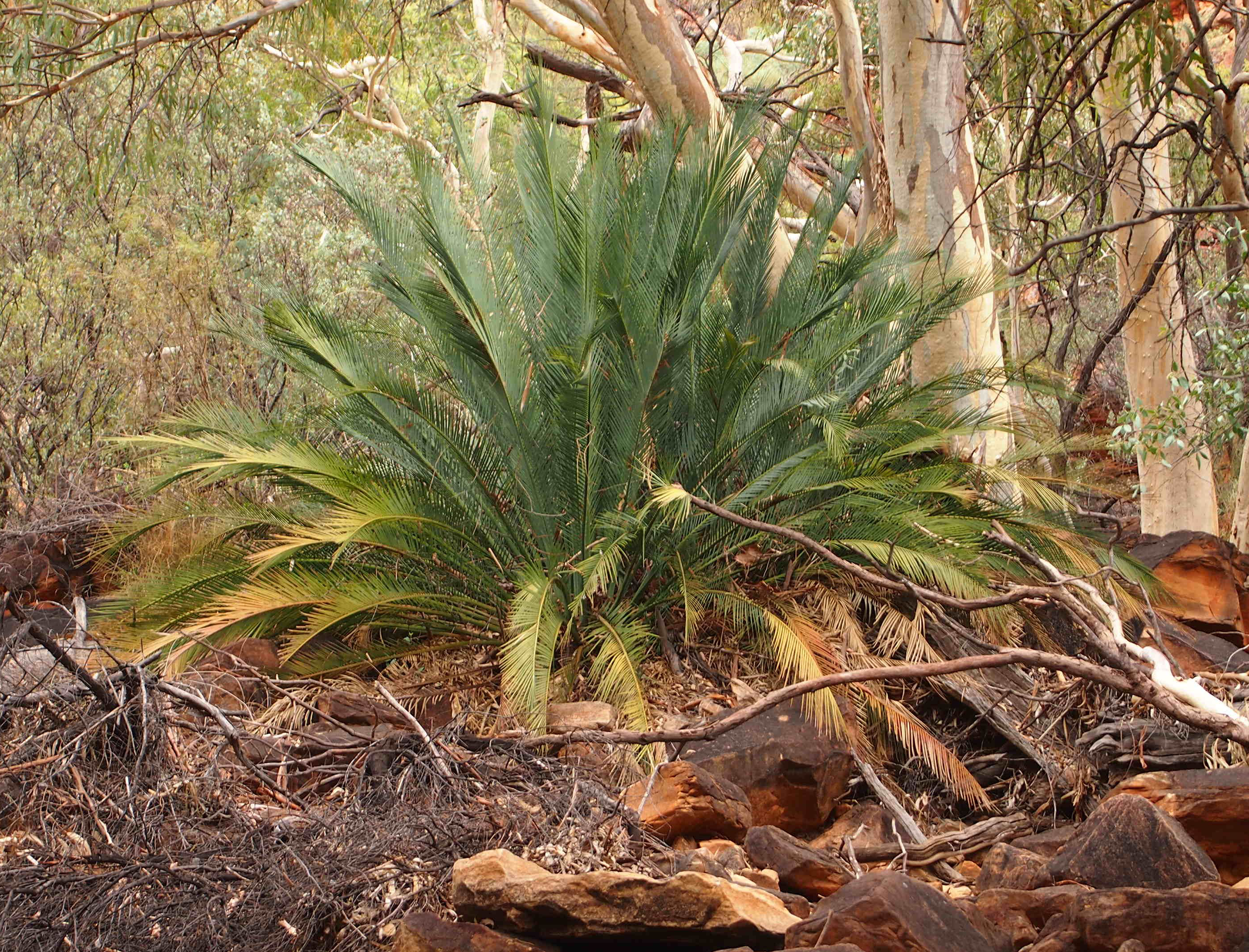

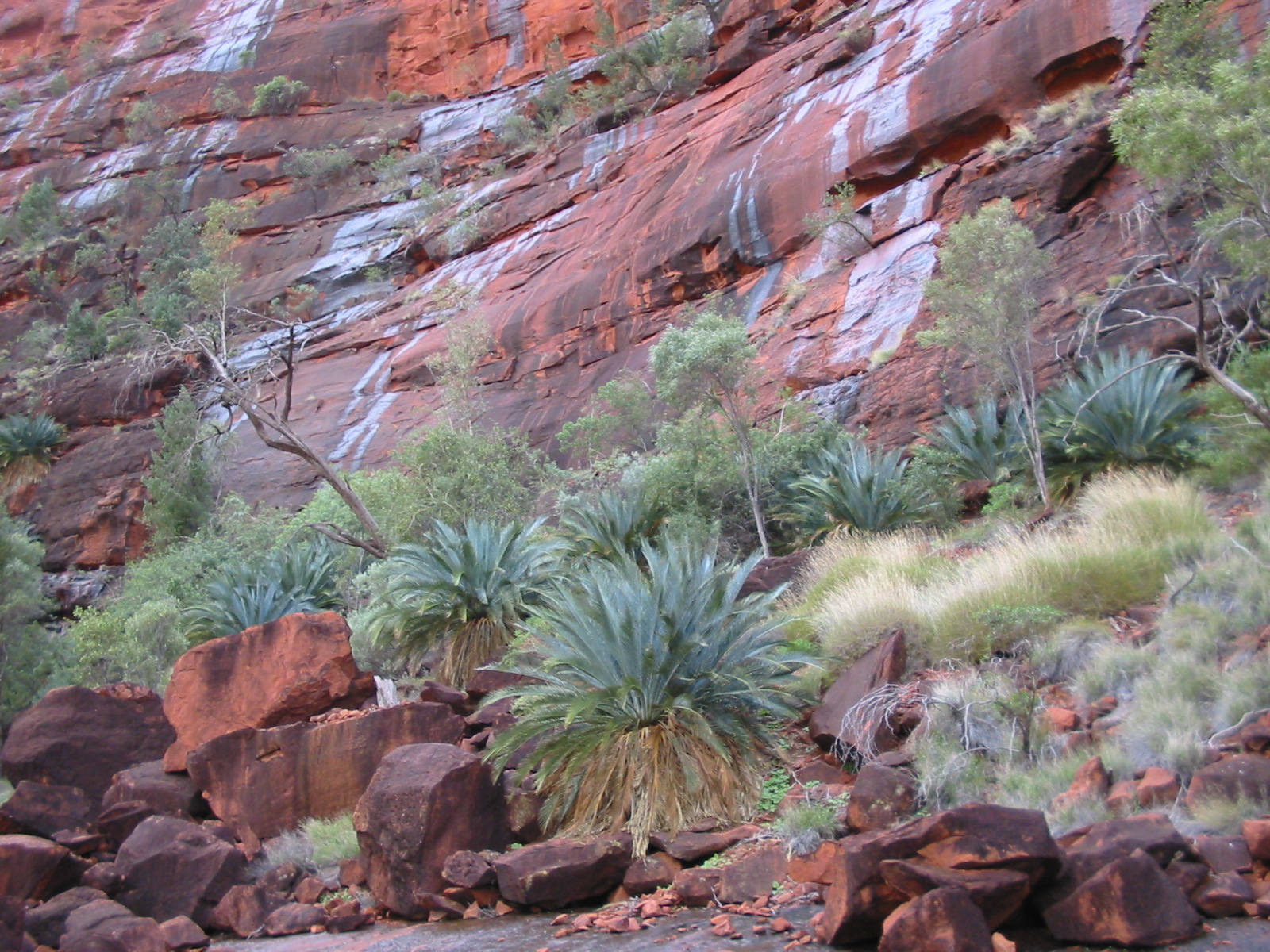

È una cicade con fusto eretto o decombente, alto sino a 3 m e con diametro di 60–80 cm.
Le foglie, pennate, lunghe 150–220 cm, sono disposte a corona all'apice del fusto e sono rette da un picciolo lungo 12–25 cm; ogni foglia è composta da 60-85 paia di foglioline lanceolate, con margine intero e apice acuminato, lunghe mediamente 20–30 cm, di colore verde glauco.
È una specie dioica con esemplari maschili che presentano da 1 a 5 coni terminali di forma cilindrica, lunghi 25–40 cm e larghi 8–10 cm ed esemplari femminili con 1-5 coni di forma ovoidale, lunghi 40–50 cm, e larghi 20–25 cm.
I semi sono grossolanamente ovoidali, lunghi 55–60 mm, ricoperti da un tegumento di colore dal rosso-arancio al bruno.

## Distribuzione e habitat
L'areale di questa specie è ristretto alla catena dei monti MacDonnell nel Territorio del Nord, Australia.

Cresce su pendii rocciosi, di solito in canaloni ombreggiati o gole riparate.

## Conservazione
La IUCN Red List classifica M. macdonnellii come specie a rischio minimo (Least Concern).

La specie è inserita nella Appendice II della Convention on International Trade of Endangered Species (CITES).

Parte del suo areale è protetto all'interno del parco nazionale Finke Gorge,  del parco nazionale Watarrka e del parco nazionale West MacDonnell.